# حشره‌خوار مکزیکی
 حشره‌خوار مکزیکی (نام علمی: Megasorex gigas) نام یک گونه از زیرخانواده حشره‌خوارهای دندان‌سرخ است.